# (6783) Gulyaev
(6783) Gulyaev es un asteroide perteneciente al cinturón de asteroides, descubierto el 24 de septiembre de 1990 por la astrónoma soviética Liudmila Chernyj desde el Observatorio Astrofísico de Crimea.

## Designación y nombre
Designado provisionalmente como 1990 SO28. Fue nombrado Gulyaev en honor al cantante soviético Yuri Guliáyev.